# Kerry Ingram
Kerry Ingram (Slough, 26 mei 1999) is een Brits actrice. Ze is onder andere bekend van haar rol als Shireen Baratheon in de televisieserie Game of Thrones en de rol van Rosie Sidebottom in de Netflix-serie Free Rein.

## Biografie

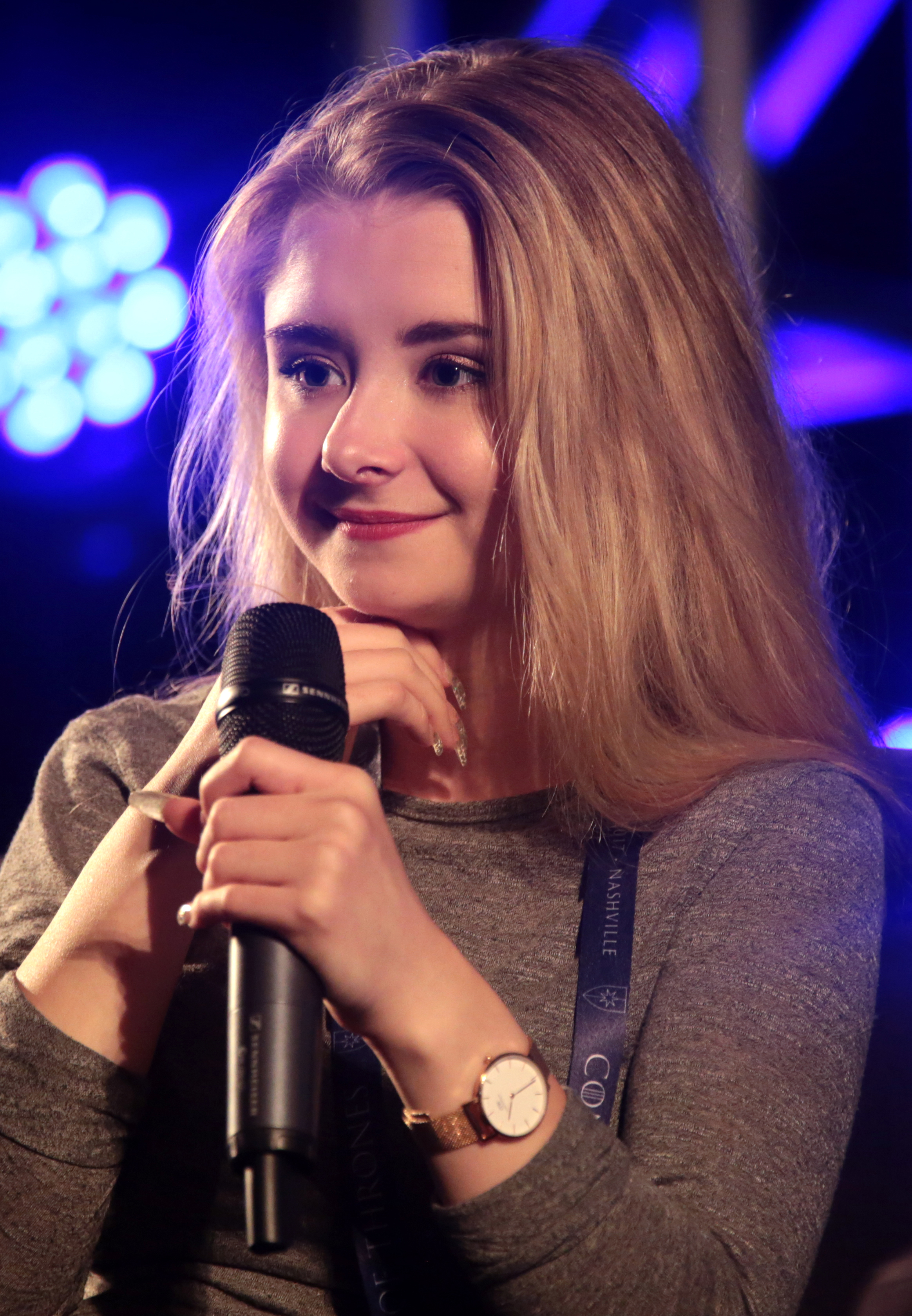
Kerry Ingram in juli 2017

Ingram begon met het spelen van een werkmeisje in de musical Oliver! dat werd gespeeld in de Theatre Royal Drury Lane. Hier werd ze opgemerkt, waardoor ze van november 2010 tot januari 2011 in de Royal Shakespeare Company musicalproductie Matilda in Stratford-upon-Avon mocht spelen. Ze was het enige castlid dat de overstap maakte naar het West End, waar ze de rol deelde met drie andere meiden in het Cambrigde Theatre. In april 2012 kreeg Ingram een Laurence Olivier Award voor beste actrice in een musical. Na haar laatste keer de rol van Matilda te hebben vertolkt, had Ingram een kleine rol in de Tom Hooper filmadaptie van Les Misérables.
Van 2013 tot 2015 vertolkte Ingram de rol van Shireen Baratheon in het derde tot vijfde seizoen van de HBO televisieserie Game of Thrones. In 2013 verscheen Ingram ook in Doctor Who Prom als de Queen of Years waar ze het nummer "The Rings of Akhaten" zong met Allan Clayton. Andere rollen die Ingram vertolkte zijn die van Lois Wren in Doctors en die in de BBC-televisieserie Wolf Hall naast Mark Rylance en Damian Lewis. Ingram had van 2017 en 2019 eveneens een rol in de Daytime Emmy Award winnende Netflix originele serie Free Rein, waar ze de rol van Rebecca "Becky" Sidebottom voor haar rekening nam. In diezelfde rol verscheen ze ook in twee filmafleveringen.

## Privé
Ingram is van Maltese afkomst, met haar opa afkomstig uit Mqabba. Ingram woont in Warfield. Ingram werd geboren met een osteogenesis imperfecta.

## Filmografie

### Films
| Jaar | Titel          | Rol         | Opmerkingen                   |
| ---- | -------------- | ----------- | ----------------------------- |
| 2010 | Robin Hood     | Dorpsmeisje | Niet vermeld op de aftiteling |
| 2010 | Burke and Hare | Kinderdief  | Niet vermeld op de aftiteling |
| 2012 | Les Misérables | Turnmeisje  | Verwijderde scène             |
| 2018 | Free Rein      | Becky       | Netflix original              |

### Televisie
| Jaar      | Titel                   | Rol                        | Extra              | Ref               |
| --------- | ----------------------- | -------------------------- | ------------------ | ----------------- |
| 2013      | Doctor Who At The Proms | The Queen of Years         | Solist             |                   |
| 2013–2015 | Game of Thrones         | Shireen Baratheon          | 10 afl.            | [ 1 ] [ 2 ] [ 3 ] |
| 2014      | Doctors                 | Lois Wren                  | 1 afl.             | [ 8 ]             |
| 2015      | Wolf Hall               | Jonge Alice Williamson     | 1 afl.             |                   |
| 2016      | Barbarians Rising       | Hilde                      | 1 afl.             | [ 12 ]            |
| 2016      | Doctors                 | Hannah Devlin              | 3 afl.             | [ 13 ]            |
| 2016      | Thronecast              | Zichzelf                   | 1 afl.             |                   |
| 2017–2019 | Free Rein               | Rebecca "Becky" Sidebottom | Hoofdrol (32 afl.) | [ 9 ]             |

### Theater
| Jaar | Productie           | Rol              | Extra                                               | Ref           |
| ---- | ------------------- | ---------------- | --------------------------------------------------- | ------------- |
| 2010 | Oliver!             | Werkmeisje       | Theatre Royal Drury Lane                            |               |
| 2010 | Matilda the Musical | Matilda Wormwood | Courtyard Theatre 9 November 2010 - 29 januari 2011 | [ 14 ] [ 15 ] |
| 2011 | Matilda the Musical | Matilda Wormwood | Cambridge Theatre 26 oktober 2011 - 12 april 2012   | [ 16 ] [ 17 ] |
| 2017 | Animalphabet        | Metro the Gnome  | Edinburgh Fringe, evenals een UK tour               | [ 18 ]        |